# Cabildo (opera)

Amy Beach

Cabildo är en opera i en akt med musik av Amy Beach och libretto av Nan Bagby Stephens. Beach komponerade den 1932 och använde sig av folkmusik och kreolska melodier. Operan framfördes aldrig under hennes levnad, först 1947. Därefter hade den framförts 1981 på University of Missouri-Kansas City och 1982 på American Musicological Society. Den första professionella uppsättningen skedde den 13 maj 1995 som en del av "Great Performers at Lincoln Center" ledd av Ransom Wilson och regisserad av Hans Nieuwenhuis.
Texaspremiären av Cabildo framfördes av Houstons Opera Vista den 22 september 2007 på Museum of Fine Arts' Bayou Bend, dirigerad av Opera Vistas Artistic Director, Viswa Subbaraman och iscensatt av Chuck Winkler. Denna föreställning ledde till att Opera Vista blev inbjuden att framföra Cabildo i det verkliga Cabildo i New Orleans den 18 april 2009. Föreställningen dirigerades åter av Viswa Subbaraman och regisserades av Joe Carl White.
Cabildo framfördes även på Grimeborn Festival på Arcola Theatre, Dalston, London i augusti 2019, regisserad av Emma Jude Harris med pianotrioackompanjemang dirigerad av John Warner. 

## Personer
- Barker (talroll)
- Tom (tenor)
- Mary (mezzosopran)
- Pierre Lafitte (baryton)
- Dominique You (tenor)
- Gaoler (bas)
- Lady Valerie (sopran)

## Handling

### Prolog
I rådhuset "The Cabildo" leder guiden (Barker) en turistgrupp till cellen där den ökände piraten Pierre Lafitte satt fängslad under 1812 års krig. Guiden berättar historien om Pierre och hans älskade Lady Valerie, varpå han leder gruppen vidare. De nygifta Tom och Mary stannar kvar i cellen och sjunger om sin lycka. Tom förenar sig med gruppen medan Mary stannar kvar då hon är trött. Hon tänker på piraten och hans älskade varpå hon somnar.

### Drömmen
Det är nu 1812. Britterna håller New Orleand under belägring och Pierre Lafitte inväntar sin avrättning i cellen. Han har på felaktiga grunder anklagats för att ha gett order att förstöra sitt skepp Falken och för att ha dödat sin älskade Lady Valerie (som var ombord) för att dölja stölden av hennes armband. Ensam i cellen svär han att finna Valerie innan han avrättas.
Den berusade Gaoler för in Lafittes löjtnant Dominique You i cellen. Dominique berättar för Pierre att general (senare president) Andrew Jackson har slutit ett avtal med Pierres bror Jean Lafitte. Pierre kommer finna celldörren öppen för flykt som tack för piraternas deltagande i att bryta britternas blockad och försvaret av New Orleans. Men Pierre oroar sig mer för Valeries öde. Dominique säger motvilligt att Falken är borta och ber honom att säga sanningen om armbandet, som Valerir gav honom som ett tecken på deras kärlek. Pierre vägrar och sjunger om sin kärlek till Valerie. Dominique ger Pierre armbandet som han bara minuterna innan hade tagit från guvernörens skrivbord. Han lämnar Pierre som åkallar Valeries namn.
Valeries ande uppenbarar sig och berättar om Falkens förstörelse och att hon dränktes av en av Lafittes män. Pierre vill nu förena sig med henne i döden, men Valerie insisterar på att han rentvår sitt namn genom att gå med general Jackson. De återkallar minnet av kvällen då hon gav armbandet till Pierre och sjunger en extatisk kärleksduett. När hon går avslöjar hon att hon har låst upp celldörren.

### Epilog
Tom återvänder och finner Mary vaken efter en dröm. Hon vidhåller att hennes dröm var sann och att "det inte var generalen som gjorde Lafitte till en hjälte. Det var Lady Valerie och kärleken".